# Raoul Ubac
Raoul Ubac (* 31. August 1910 in Köln; † 24. März 1985 in Dieudonné) war ein belgischer Maler, Fotograf und Bildhauer.
Raoul Ubac (Rolf Ubach) verlebte seine Kindheit in Köln und Frankfurt, ehe die Familie 1919 nach Malmedy, die Heimat seiner Mutter zog. Ende der 1920er Jahre durchstreifte Ubac Europa zu Fuß. 1928 hielt er sich zum ersten Mal in Paris auf, wo er den Maler Otto Freundlich kennenlernte. Bei einem zweiten Aufenthalt in Paris Anfang der 1930er Jahre kam er mit den Vertretern des Surrealismus in Kontakt. 1933 stellte er erstmals surrealistische Fotografien und Zeichnungen aus. 1934 veröffentlichte er einen Gedichtband mit Fotografien. Daneben begann er, Grafiken herzustellen und zu zeichnen.

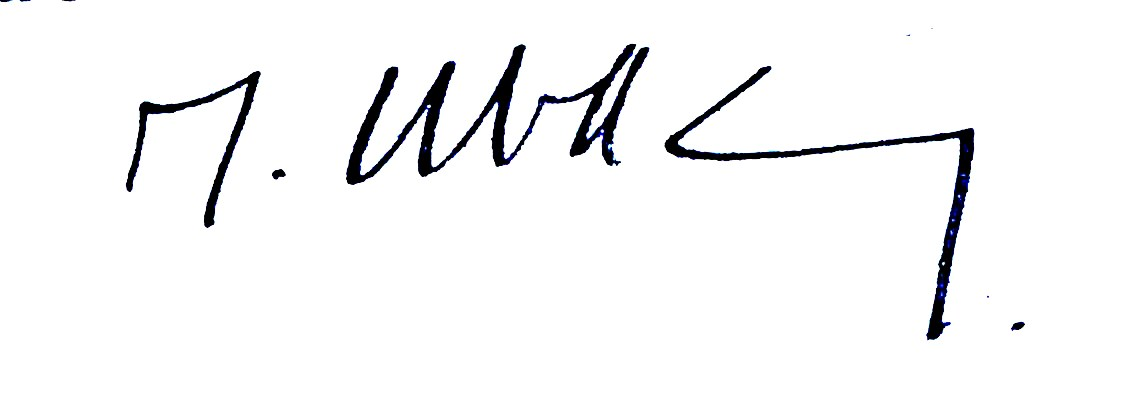
Signatur von Raoul d'Ubac

Ubac arbeitete mit Dichtern wie Jean Lescure (1912–2005), Raymond Queneau, Paul Éluard zusammen und mit André Frénaud, Yves Bonnefoy, Claude Esteban, deren Werke er illustrierte. Er war Teilnehmer an der von André Breton und Paul Éluard organisierten Exposition Internationale du Surréalisme, die 1938 in der Galerie Beaux-Arts in Paris stattfand. Auch war er Mitarbeiter der Zeitschrift Minotaure.
Mitte der 1940er Jahre gab er die Fotografie vollends auf und malte jetzt auch. Sein Stil entfernte sich zusehends vom Surrealismus und wurde abstrakt. Im Jahr 1959 war Raoul Ubac Teilnehmer der documenta II in Kassel.
Später beschäftigte sich Ubac auch mit anderen Kunstformen, etwa Kirchenfenstern, Wandmosaiken und Schieferreliefs. Er starb 1985 in Frankreich, wo er einen Großteil seines Lebens verbracht hatte.
Die Académie royale des Sciences, des Lettres et des Beaux-Arts de Belgique (Classe des Beaux-Arts) nahm ihn 1969 als assoziiertes Mitglied auf.